# ران وودروف
رونالد دیکسون وودروف (انگلیسی: Ronald Dickson Woodroof؛ ۳ فوریهٔ ۱۹۵۰ – ۱۲ سپتامبر ۱۹۹۲) مردی آمریکایی بود که در مارس ۱۹۸۸ باشگاه خریدار دالاس را ایجاد کرد؛ این باشگاه یکی از چندین باشگاه خریداران ایدز بود که در آن زمان شکل گرفت. پس از ابتلا به ویروس نقص ایمنی انسانی (اچ‌آی‌وی) در سال ۱۹۸۵، او این گروه را به عنوان بخشی از تلاش‌های خود برای یافتن و توزیع داروهایی برای درمان اچ‌آی‌وی در زمانی که این بیماری به خوبی شناخته نشده بود، ایجاد کرد.
او از سازمان غذا و داروی ایالات متحده (FDA) به دلیل ممنوعیت پپتید تی، دارویی که استفاده می‌کرد، شکایت کرد. در سال ۲۰۱۳ فیلمی آمریکایی با عنوان باشگاه خریداران دالاس بر پایهٔ سال‌های آخر زندگی وودروف ساخته شد.